# 新亞歷山德里夫卡 (阿納尼耶夫市鎮)
47°32′0″N 30°2′52″E / 47.53333°N 30.04778°E
新亞歷山德里夫卡（烏克蘭語：Новоолександрівка）是位於烏克蘭西南部的村莊，由敖德萨州波季利斯克区的阿南伊夫市鎮負責管轄。該村始建於1935年，面積1.6平方公里，海拔高度163米，2001年人口552，人口密度每平方公里345人。